# Boleszkowice (gromada)
Boleszkowice (do 31 XII 1971 Namyślin)  – dawna gromada, czyli najmniejsza jednostka podziału terytorialnego Polskiej Rzeczypospolitej Ludowej w latach 1954–1972.
Gromady, z gromadzkimi radami narodowymi (GRN) jako organami władzy najniższego stopnia na wsi, funkcjonowały od reformy reorganizującej administrację wiejską przeprowadzonej jesienią 1954 do momentu ich zniesienia z dniem 1 stycznia 1973, tym samym wypierając organizację gminną w latach 1954–1972.
Gromadę Boleszkowice z siedzibą GRN w Boleszkowicach utworzono 1 stycznia 1972 w powiecie chojeńskim w woj. szczecińskim w związku z przeniesieniem siedziby GRN gromady Namyślin z Namyślina do pozbawionych tego samego dnia praw miejskich Boleszkowic (z włączonym do nich w 1954 roku Wierutnem) i zmianą nazwy jednostki na gromada Boleszkowice.
Gromada przetrwała dokładnie jeden rok, do końca 1972 roku, czyli do kolejnej reformy gminnej. 1 stycznia 1973 w powiecie chojeńskim reaktywowano zniesioną w 1954 roku gminę Boleszkowice (od 1999 gmina Boleszkowice znajduje się w powiecie myśliborskim; jak dotąd Boleszkowice nie odzyskały praw miejskich).